# هيرميس رودريغوس جونيور
هيرميس رودريغوس جونيور هو لاعب كرة قدم برازيلي في مركز الهجوم، ولد في 6 يناير 1978 في نوفا إيغواسو في البرازيل. لعب مع نادي أونياو دا ماديرا ونادي جل فيسنتي ونادي سانتا كلارا ونادي فلامنغو.